# 第56回スーパーボウル
第56回スーパーボウル（Super Bowl LVI）は、2021年シーズンのNFLのチャンピオンを決める試合。2022年2月にロサンゼルス大都市圏のカリフォルニア州イングルウッドで開催され、スーパーボウルがロサンゼルス周辺で開催されるのは、1993年にローズボウルで開催された第27回スーパーボウル以来となる。
スーパーボウル開催地のチームはスーパーボウルに出場できないとする、いわゆる「スーパーボウルの呪い」がジンクスとして扱われていたが、前年度第55回スーパーボウルでタンパベイ・バッカニアーズがスーパーボウル開催地のチームとして史上初めて、スーパーボウルに出場したのに引き続き、ロサンゼルス・ラムズが本拠地開催の第56回スーパーボウルへ進出したことで2年連続で呪いは破られることとなった。なお本大会はAFC王者がホーム扱いになるので、ラムズはアウェイチームとして扱われる。

## 開催地決定まで

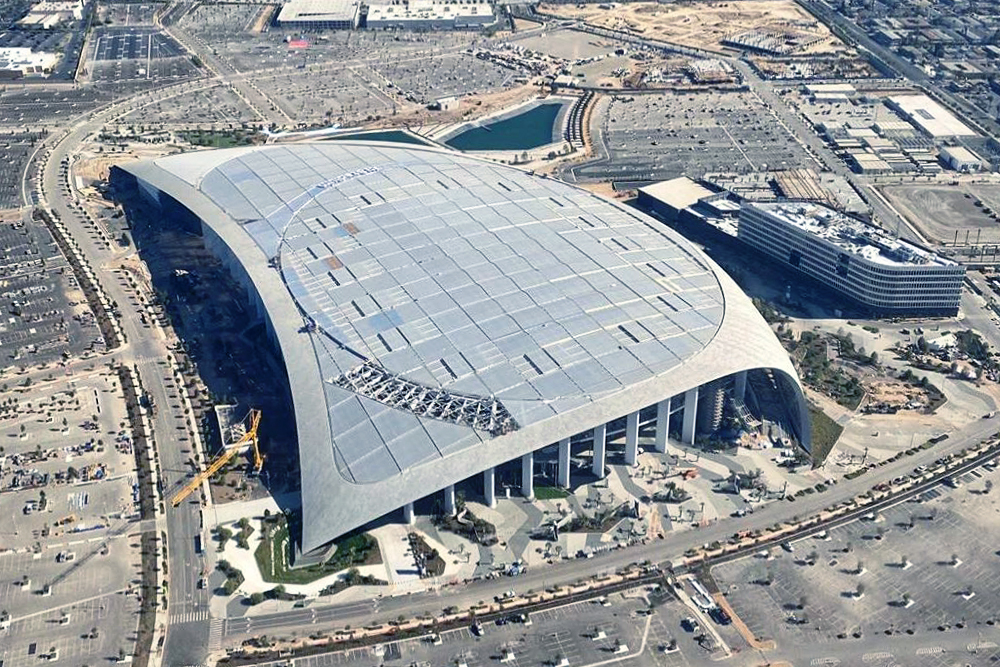
2020年7月のSoFiスタジアム

2016年5月にオーナー会議が行われ、第55回スーパーボウルの開催地を以下の候補地から決定した。投票の結果、第55回スーパーボウルをイングルウッドで建設中のスタジアムで開催することが一旦、決定された。しかし、新スタジアムの建設の遅れが解ったことから、この投票で落選したレイモンド・ジェームス・スタジアムを第55回スーパーボウルの開催地とし、第56回スーパーボウルをイングルウッドで開催することになった。
ロサンゼルス都市圏でのスーパーボウルが開催されるのは、トロイ・エイクマン、エミット・スミス、サーマン・トーマス、ブルース・スミスといった選手が出場し、バッファロー・ビルズがダラス・カウボーイズに大敗を喫して、3年連続でスーパーボウルに敗戦することとなった第27回大会（ローズ・ボウルで開催）以来、29年ぶり8度目となる。
- フロリダ州タンパ・レイモンド・ジェームス・スタジアム
- カリフォルニア州イングルウッド・SoFiスタジアム

| 回                                                   | AFC代表                                              | スコア                                               | NFC代表                                              | MVP                                                  | MVP                                                  |
| ロサンゼルス・メモリアル・コロシアム（ロサンゼルス） | ロサンゼルス・メモリアル・コロシアム（ロサンゼルス） | ロサンゼルス・メモリアル・コロシアム（ロサンゼルス） | ロサンゼルス・メモリアル・コロシアム（ロサンゼルス） | ロサンゼルス・メモリアル・コロシアム（ロサンゼルス） | ロサンゼルス・メモリアル・コロシアム（ロサンゼルス） |
| ---------------------------------------------------- | ---------------------------------------------------- | ---------------------------------------------------- | ---------------------------------------------------- | ---------------------------------------------------- | ---------------------------------------------------- |
| 1                                                    | カンザスシティ・チーフス                             | 10-35                                                | グリーンベイ・パッカーズ                             | QB                                                   | バート・スター                                       |
| 7                                                    | マイアミ・ドルフィンズ                               | 14-7                                                 | ワシントン・レッドスキンズ                           | S                                                    | ジェイク・スコット                                   |
| ローズボウル（パサデナ）                             |                                                      |                                                      |                                                      |                                                      |                                                      |
| 11                                                   | オークランド・レイダース                             | 32-14                                                | ミネソタ・バイキングス                               | WR                                                   | フレッド・ビレトニコフ                               |
| 14                                                   | ピッツバーグ・スティーラーズ                         | 31-19                                                | ロサンゼルス・ラムズ                                 | QB                                                   | テリー・ブラッドショー                               |
| 17                                                   | マイアミ・ドルフィンズ                               | 17-27                                                | ワシントン・レッドスキンズ                           | RB                                                   | ジョン・リギンズ                                     |
| 21                                                   | デンバー・ブロンコス                                 | 20-39                                                | ニューヨーク・ジャイアンツ                           | QB                                                   | フィル・シムズ                                       |
| 27                                                   | バッファロー・ビルズ                                 | 17-52                                                | ダラス・カウボーイズ                                 | QB                                                   | トロイ・エイクマン                                   |

   は、勝利したチーム

## 放送
スーパーボウルの放映は、FOX、NBC、CBSのローテーションで担当しており、第56回スーパーボウルの放映権は本来、CBSが担当する順番であった。しかし、アメリカでは、スポーツのビッグイベントの放映が競合することにより、テレビ局の利益を毀損し合わないように紳士協定が組まれており、その関係で、2019年3月、第55回スーパーボウルの放映権と第56回スーパーボウルの放映権をNBCとCBSの間で交換することが、NFL・NBC・CBSの三者間で合意に至った。
具体的には、同時期に開催される2022年北京オリンピック（NBCが放映権主）と第56回スーパーボウルの放映権主が異なると、スポンサー・スポーツ報道・プロモーション方法などの複雑な調整が必要となることから、放映権主を同一にする措置が採られたものである。また、CBSにとっては、隔年で放送しているNCAAファイナルフォー（ワーナーと共同）とスーパーボウルを同じ年に放送できることによるメリットがあるとされている。
本中継の視聴者数は1億1230万人と前回の視聴者数（9640万人）から16%増加し、5年ぶりの高水準となった。

## 出場チーム
AFC代表シンシナティ・ベンガルズはAFC第4シードから33年ぶり3度目の出場、NFC代表ロサンゼルス・ラムズはNFC第4シードから3年ぶり5度目の出場。勝利すれば、ベンガルズはスーパーボウル初制覇、ラムズはセントルイスをフランチャイズとし、カート・ワーナーのシンデレラ・ストーリーが話題となった第34回大会以来、22年ぶり2度目のスーパーボウル制覇となる。両チームのスーパーボウルでの対戦は初めてである。両カンファレンス第4シード同士の対戦は史上初。

### シンシナティ・ベンガルズ

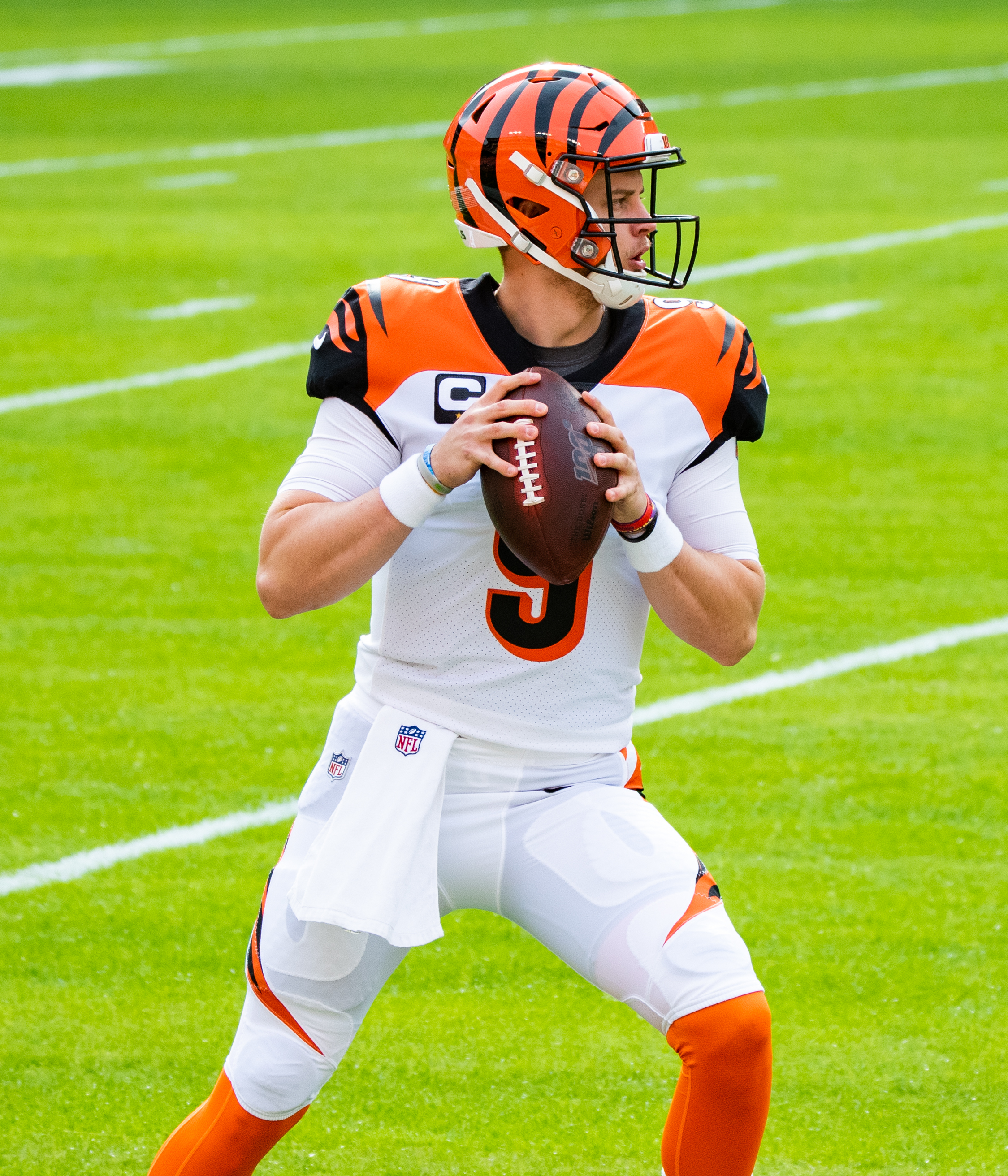
QBバロウ

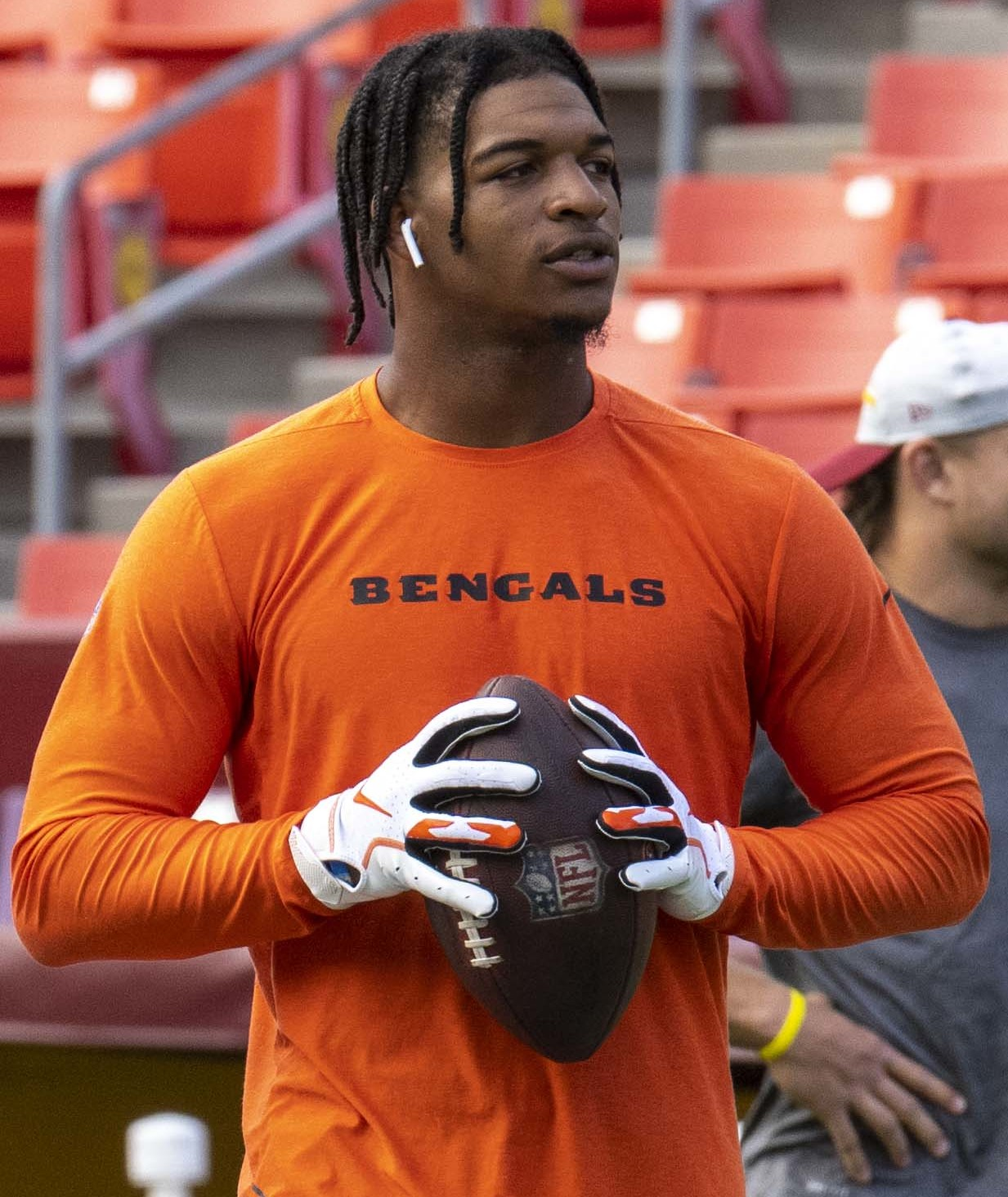
WRチェイス

ベンガルズは、クリーブランド・ブラウンズの創設に共同オーナー兼ヘッドコーチ（HC）で参画し、ブラウンズの名前の由来となったポール・ブラウンが、ブラウンズの新オーナーにより、チームから追放された後、新興リーグ・AFLの新設チームのフランチャイズ権を取得して、創設された。
AFLとNFLが合流し、AFC中地区に所属したベンガルズは、1970年代前半、ポール・ブラウンHC兼オーナーの下、合流後4年間で2度の地区優勝をした。しかし、ブラウンがHCを退任し、オーナーに専念すると、同地区所属のピッツバーグ・スティーラーズが黄金期を迎えたこともあり、ブラウン退任後の6シーズン、プレーオフ進出をすることができなかった。
1980年、名将ビンス・ロンバルディの下でグリーンベイ・パッカーズの選手としてスーパーボウル制覇を経験したフォレスト・グレッグをHCに迎え、チーム成績が上昇した。
1981年シーズン、この年からヘルメットのデザインを現在のような縞模様に変更したベンガルズは、11年目のベテランQBケン・アンダーソンがシーズンMVPに輝く活躍をして、第16回スーパーボウルでスーパーボウル初出場を果たしたが、同じくスーパーボウル初出場のQBジョー・モンタナ率いるサンフランシスコ・49ersに敗れ、スーパーボウル制覇は叶わなかった。
1984年にグレッグHCが古巣のグリーンベイ・パッカーズに復帰し、1986年シーズン終了後にQBケン・アンダーソンが引退した後も、チームはHCサム・ワイチ、QBブーマー・アサイアソンに引き継がれ、好成績を維持した。
1988年シーズンには、第23回スーパーボウルで2度目のスーパーボウル出場をしたが、全盛期を迎えたモンタナが率いる49ersに逆転で再び敗れ、スーパーボウル制覇は叶わなかった（なお、この逆転劇は「ザ・ドライブ」や「ザ・モンタナ・ドライブ」と呼ばれている）。
1991年、ブラウンオーナーが死去し、チームがワイチHCと袂を分かつと長期低迷が始まった。1991年シーズン以降の14シーズンの間、プレーオフ出場はなかった。2003年入団のカーソン・パーマー、2011年入団のA・J・グリーン、アンディ・ダルトンといった選手がチームを牽引して、2005年から2015年までの11シーズンで7回、プレーオフ出場をしたものの、いずれもプレーオフを初戦で敗退し、2016年シーズン以降はプレーオフに出場できなかった。
2020年、NFLドラフト全体1位でQBジョー・バロウを指名し、バロウを中心としてチーム再建をスタートさせたチームは、再建1年目をシーズン4勝で終えたが、2021年のこのシーズン、チーム成績が開花した。2021年のNFLドラフト1巡目全体5位でバロウのメインパスターゲットとなるWRジャマール・チェイスを指名したベンガルズは、昨年1試合平均20点を切っていた得点力を7点以上向上させ、10勝7敗で地区優勝をした。
ワイルドカードでラスベガス・レイダースを破り、30シーズンぶりのプレーオフ勝利を果たし、ディビジョナルプレーオフでは第1シードのテネシー・タイタンズ、AFCチャンピオンシップでは、4年連続AFCチャンピオンシップ出場のカンザスシティ・チーフスを延長戦で破り、33年ぶりのスーパーボウル出場を決めた。
ベンガルズ専属チアリーダーのシンシナティ・ベンギャルズには猿田彩と山口紗貴子が所属し、スーパーボウルに日本人のチアリーダーが参加するのは、第48回、第50回に出場したデンバー・ブロンコスチアの西村樹里に次いで、3回目。同時に2人出場するのは初めてとなった。
| 年   | 成績               | AFC  | 地区 | 勝 | 敗 | 分 | 率   | Div | Con  | 平均得点 | 平均失点 |
| ---- | ------------------ | ---- | ---- | -- | -- | -- | ---- | --- | ---- | -------- | -------- |
| 2021 | AFC優勝/SB敗戦     | 4位  | 優勝 | 10 | 7  | 0  | .588 | 4-2 | 8-4  | 27.1     | 22.1     |
|      |                    |      |      |    |    |    |      |     |      |          |          |
| 2020 | レギュラー敗退     | 13位 | 4位  | 4  | 11 | 1  | .281 | 1-5 | 4-8  | 19.4     | 26.5     |
| 2019 | レギュラー敗退     | 16位 | 4位  | 2  | 14 | 0  | .125 | 1-5 | 2-10 | 17.4     | 26.3     |
| 2018 | レギュラー敗退     | 12位 | 4位  | 6  | 10 | 0  | .375 | 1-5 | 4-8  | 23.0     | 28.4     |
| 2017 | レギュラー敗退     | 9位  | 3位  | 7  | 9  | 0  | .438 | 3-3 | 6-6  | 18.1     | 21.8     |
| 2016 | レギュラー敗退     | 12位 | 3位  | 6  | 9  | 1  | .406 | 3-3 | 5-7  | 20.3     | 19.7     |
| 2015 | ワイルドカード敗退 | 3位  | 優勝 | 12 | 4  | 0  | .750 | 5-1 | 9-3  | 26.2     | 17.4     |
| 2014 | ワイルドカード敗退 | 5位  | 2位  | 10 | 5  | 1  | .656 | 3-3 | 7-5  | 22.8     | 21.5     |
| 2013 | ワイルドカード敗退 | 3位  | 優勝 | 11 | 5  | 0  | .688 | 3-3 | 8-4  | 26.9     | 19.1     |
| 2012 | ワイルドカード敗退 | 6位  | 2位  | 10 | 6  | 0  | .625 | 3-3 | 7-5  | 24.4     | 20.0     |
| 2011 | ワイルドカード敗退 | 6位  | 3位  | 9  | 7  | 0  | .563 | 2-4 | 6-6  | 21.5     | 20.2     |

### ロサンゼルス・ラムズ

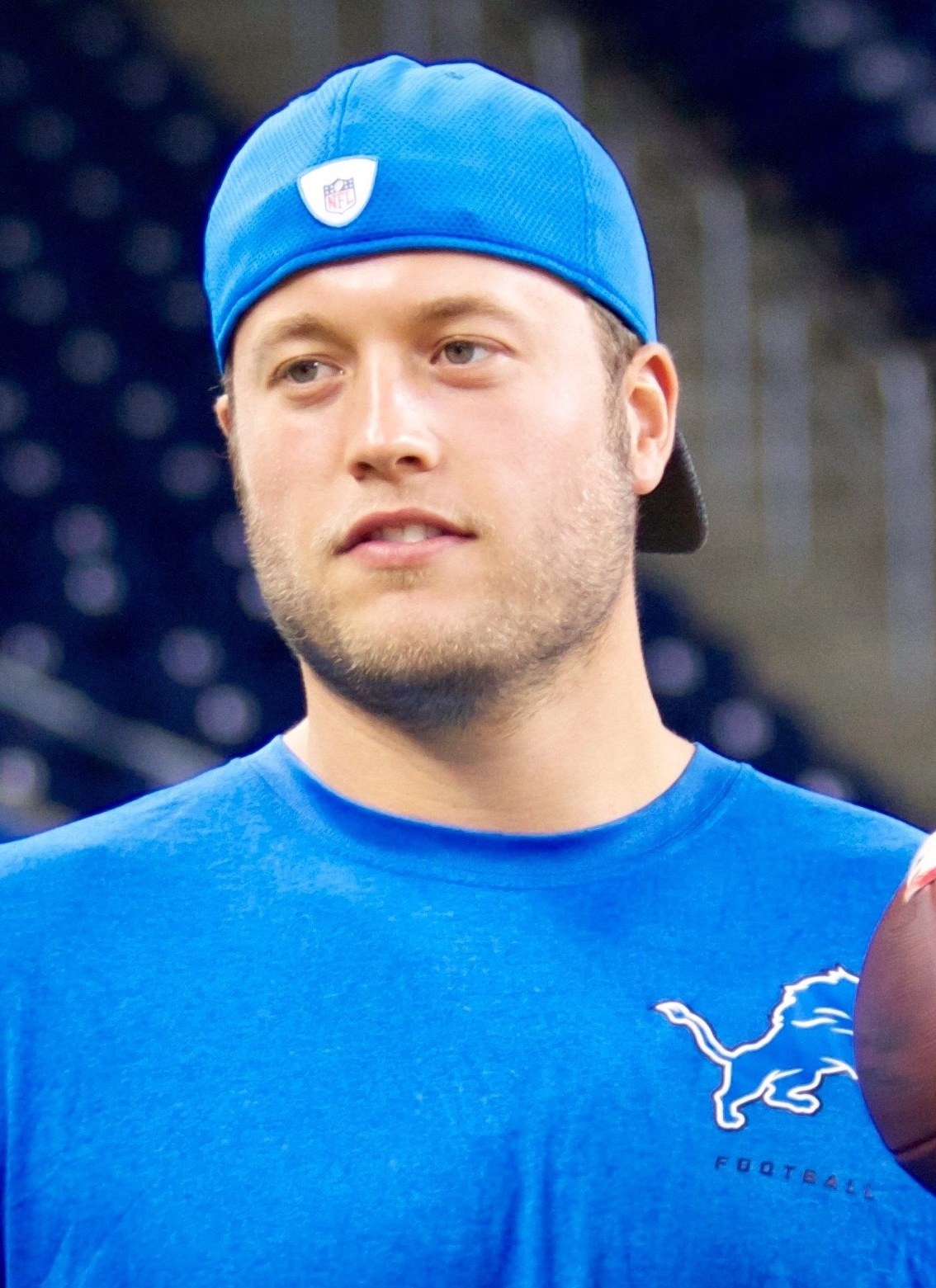
QBスタッフォード

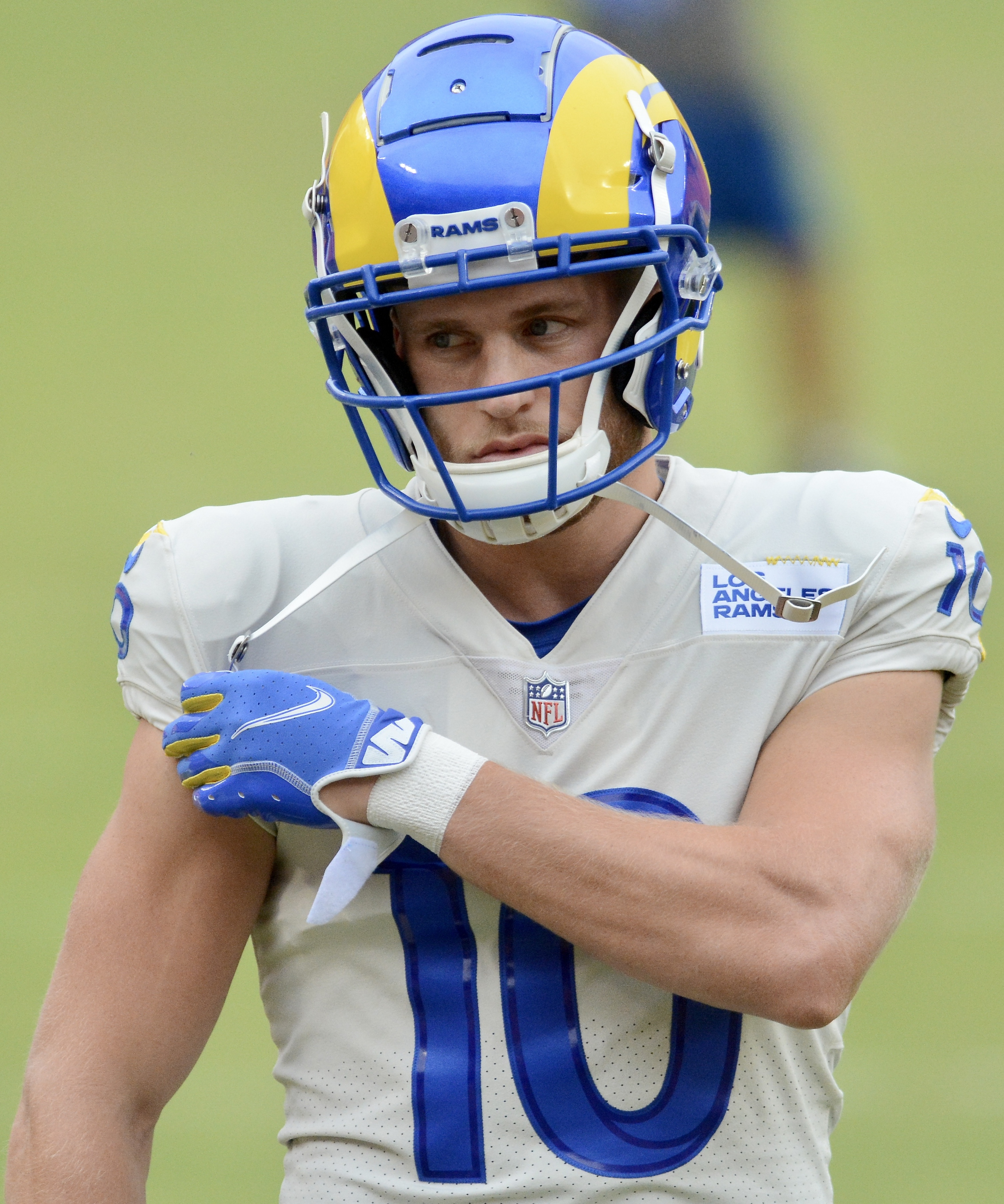
WRカップ

1999年から5年間、ラムズは、QBカート・ワーナー、RBマーシャル・フォークなどを擁する圧倒的なオフェンスで強豪チームとして名を馳せたが、2004年から2016年までチーム成績が低迷した。2016年、22年ぶりにセントルイスからロサンゼルスへ本拠地を移転したシーズンも4勝12敗と低迷したが、2017年にNFL史上最年少の30歳でショーン・マクベイがヘッドコーチに就任するとチーム成績は劇的に改善した。マクベイの下、2年目のQBジャレッド・ゴフは不振だった1年目から成績を改善した。マクベイHC就任2年目の2018年シーズンには、第9週でニューオーリンズ・セインツに負けるまでの開幕8連勝で始まり、13勝3敗で2年連続のNFC西地区優勝に輝き、スーパーボウルに出場した。しかし、ラムズは歴代最少タイの3点しか取れず（第6回スーパーボウルのマイアミ・ドルフィンズとタイ記録）、スーパーボウル制覇を果たすことはできなかった。
その後の2シーズン、マクベイはゴフを先発QBとして起用したが、2020年シーズンのディビジョナルプレーオフに敗退した2週間後に史上初のドラフト全体1位同士のトレードとなる、ゴフとライオンズQBスタッフォードのトレードが成立し、マクベイとゴフの関係は4年で終了した。2シーズン前にスーパーボウルに出場し、このシーズンもディビジョナルプレーオフまで進出したQBを上位指名権3つ（1巡目2つ、3巡目1つ）を付けて、7歳上のQBとトレードしたことは話題となった。
この他にもラムズは、2019年シーズンオフに2年分のドラフト1位指名権と引き換えにCBのジャレン・ラムジー、2021年シーズン中に、デンバー・ブロンコスから2022年のドラフト上位指名権(2巡目・3巡目)と引き換えに、ベテランLBのボン・ミラーを獲得しており、4年分の1位指名権を含む上位指名権7つを放出した大型補強は、チームの将来を犠牲にしてまでも本拠地がスーパーボウル会場となる2021年シーズンにすべてを賭けたと評された。
大型補強により、リーグ屈指のタレント軍団となったラムズであったが、所属するNFC西地区は全体で勝ち越し12、勝率6割弱と強豪チームが揃っており、NFCとAFC第1シードの両チームに敗れた他、地区内で3敗を喫して、レギュラーシーズンを12勝5敗で終え、NFC第4シードでプレーオフに進出した。
ワイルドカードは、同地区のアリゾナ・カージナルスとの対戦となったが、前半から危なげなくリードを広げ、第3Q終了時点には20点差をつけて、そのまま逃げ切り圧勝した。
ディビジョナルプレーオフは、NFC第2シード、前年覇者のタンパベイ・バッカニアーズとの対戦となった。試合は第4Q残り4分31秒、14点リードでバッカニアーズが4thダウンを失敗した時点で、ラムズの勝利が確実であるかのように思われた。しかし、ラムズの攻撃が30秒でパントに終わり、バッカニアーズQBトム・ブレイディが36秒でタッチダウンを奪い、さらに、ラムズのファンブルで攻撃権を得たバッカニアーズが試合時間残り42秒で同点タッチダウンを奪って、試合は振り出しに戻った。いわゆる「ブレイディタイム」とも呼ばれるトム・ブレイディの驚異的な追い上げで同点に追いつかれたラムズだったが、試合時間残り42秒から始まったドライブでスタッフォードがカップへのロングパスを2本成功させ、敵陣深くまで攻め込み、最後は試合終了と同時にフィールドゴールを決めて、NFCチャンピオンシップに進出した。
NFCチャンピオンシップは、同地区所属で6連敗中、レギュラーシーズンでも2戦全敗しているサンフランシスコ・49ers戦となった。試合は、第3Q終了時点で2ポゼッション差を付けられる劣勢であったが、第4Q以降、守備陣が49ersの攻撃を止め、攻撃陣もエースWRのクーパー・カップ、ベテランWRオデル・ベッカムらへのパスで反撃をして逆転し、スーパーボウル出場を決めた。
| 年   | 成績               | NFC  | 地区 | 勝 | 敗 | 分 | 率   | Div   | Con   | 平均得点 | 平均失点 |
| ---- | ------------------ | ---- | ---- | -- | -- | -- | ---- | ----- | ----- | -------- | -------- |
| 2021 | スーパーボウル制覇 | 4位  | 優勝 | 12 | 5  | 0  | .706 | 3–3   | 8–4   | 27.1     | 21.9     |
|      |                    |      |      |    |    |    |      |       |       |          |          |
| 2020 | ディビジョナル敗退 | 6位  | 2位  | 10 | 6  | 0  | .625 | 3–3   | 9–3   | 23.3     | 18.5     |
| 2019 | レギュラー敗退     | 7位  | 3位  | 9  | 7  | 0  | .563 | 3–3   | 7–5   | 24.6     | 22.8     |
| 2018 | NFC優勝/SB敗戦     | 2位  | 優勝 | 13 | 3  | 0  | .813 | 6-0   | 9-3   | 32.9     | 24.0     |
| 2017 | ワイルドカード敗退 | 3位  | 優勝 | 11 | 5  | 0  | .688 | 4-2   | 7-5   | 29.9     | 20.6     |
| 2016 | レギュラー敗退     | 14位 | 3位  | 4  | 12 | 0  | .250 | 2-4   | 3-9   | 14.4     | 27.4     |
| 2015 | レギュラー敗退     | 8位  | 3位  | 7  | 9  | 0  | .438 | 4-2   | 6-6   | 17.5     | 20.6     |
| 2014 | レギュラー敗退     | 13位 | 4位  | 6  | 10 | 0  | .375 | 2-4   | 4-8   | 20.3     | 22.1     |
| 2013 | レギュラー敗退     | 12位 | 4位  | 7  | 9  | 0  | .438 | 1-5   | 4-8   | 21.8     | 22.8     |
| 2012 | レギュラー敗退     | 10位 | 3位  | 7  | 8  | 1  | .469 | 4-1-1 | 6-5-1 | 18.7     | 21.8     |
| 2011 | レギュラー敗退     | 16位 | 4位  | 2  | 14 | 0  | .125 | 0-6   | 1-11  | 12.1     | 25.4     |

### 両チームの戦績
| 週                                                                               | 日付                   | 相手                            | 結果               | 勝敗               |
| レギュラーシーズン                                                               | レギュラーシーズン     | レギュラーシーズン              | レギュラーシーズン | レギュラーシーズン |
| -------------------------------------------------------------------------------- | ---------------------- | ------------------------------- | ------------------ | ------------------ |
| 1                                                                                | 9/12                   | ミネソタ・バイキングス          | 27-24              | 1-0                |
| 2                                                                                | 9/19                   | at シカゴ・ベアーズ             | 17-20              | 1-1                |
| 3                                                                                | 9/26                   | at ピッツバーグ・スティーラーズ | 24-10              | 2-1                |
| 4                                                                                | 9/30                   | ジャクソンビル・ジャガーズ      | 24-21              | 3-1                |
| 5                                                                                | 10/10                  | グリーンベイ・パッカーズ        | 22-25              | 3-2                |
| 6                                                                                | 10/17                  | at デトロイト・ライオンズ       | 34-11              | 4-2                |
| 7                                                                                | 10/24                  | at ボルチモア・レイブンズ       | 41-17              | 5-2                |
| 8                                                                                | 10/31                  | at ニューヨーク・ジェッツ       | 31-34              | 5-3                |
| 9                                                                                | 11/7                   | クリーブランド・ブラウンズ      | 16-41              | 5-4                |
| 10                                                                               | バイウィーク           | バイウィーク                    | バイウィーク       | バイウィーク       |
| 11                                                                               | 11/21                  | at ラスベガス・レイダース       | 32-13              | 6-4                |
| 12                                                                               | 11/28                  | ピッツバーグ・スティーラーズ    | 41-10              | 7-4                |
| 13                                                                               | 12/5                   | ロサンゼルス・チャージャーズ    | 22-41              | 7-5                |
| 14                                                                               | 12/12                  | サンフランシスコ・49ers         | 23-26              | 7-6                |
| 15                                                                               | 12/19                  | at デンバー・ブロンコス         | 15-10              | 8-6                |
| 16                                                                               | 12/26                  | ボルチモア・レイブンズ          | 41-21              | 9-6                |
| 17                                                                               | 1/2                    | カンザスシティ・チーフス        | 34-31              | 10-6               |
| 18                                                                               | 1/9                    | at クリーブランド・ブラウンズ   | 16-21              | 10-7               |
| プレイオフ（AFC第4シード）                                                       |                        |                                 |                    |                    |
| WC                                                                               | 1/15                   | ラスベガス・レイダース          | 26-19              |                    |
| DP                                                                               | 1/22                   | at テネシー・タイタンズ         | 19-16              |                    |
| CC                                                                               | 1/30                   | at カンザスシティ・チーフス     | 27-24              |                    |
| 勝利 敗戦 at：敵地での対戦                                                       |                        |                                 |                    |                    |
| 過去3年の戦績                                                                    |                        |                                 |                    |                    |
| 年                                                                               | 結果                   | 結果                            | 地区               | 勝敗               |
| 2018                                                                             | レギュラーシーズン敗退 | レギュラーシーズン敗退          | 4位                | 6-10               |
| 2019                                                                             | レギュラーシーズン敗退 | レギュラーシーズン敗退          | 4位                | 2-14               |
| 2020                                                                             | レギュラーシーズン敗退 | レギュラーシーズン敗退          | 4位                | 4-11-1             |
| WC：ワイルドカードプレーオフ DP：ディビジョナルプレーオフ CC：カンファレンス決勝 |                        |                                 |                    |                    |

| 週                                                                               | 日付                         | 相手                          | 結果               | 勝敗               |
| レギュラーシーズン                                                               | レギュラーシーズン           | レギュラーシーズン            | レギュラーシーズン | レギュラーシーズン |
| -------------------------------------------------------------------------------- | ---------------------------- | ----------------------------- | ------------------ | ------------------ |
| 1                                                                                | 9/12                         | シカゴ・ベアーズ              | 34-14              | 1-0                |
| 2                                                                                | 9/19                         | at インディアナポリス・コルツ | 27-24              | 2-0                |
| 3                                                                                | 9/26                         | タンパベイ・バッカニアーズ    | 34-24              | 3-0                |
| 4                                                                                | 10/3                         | アリゾナ・カージナルス        | 20-37              | 3-1                |
| 5                                                                                | 10/7                         | at シアトル・シーホークス     | 26-17              | 4-1                |
| 6                                                                                | 10/17                        | at ニューヨーク・ジャイアンツ | 38-11              | 5-1                |
| 7                                                                                | 10/24                        | デトロイト・ライオンズ        | 28-19              | 6-1                |
| 8                                                                                | 10/31                        | at ヒューストン・テキサンズ   | 38-22              | 7-1                |
| 9                                                                                | 11/7                         | テネシー・タイタンズ          | 16-28              | 7-2                |
| 10                                                                               | 11/15                        | at サンフランシスコ・49ers    | 10-31              | 7-3                |
| 11                                                                               | バイウィーク                 | バイウィーク                  | バイウィーク       | バイウィーク       |
| 12                                                                               | 11/28                        | at グリーンベイ・パッカーズ   | 28-36              | 7-4                |
| 13                                                                               | 12/5                         | ジャクソンビル・ジャガーズ    | 37-7               | 8-4                |
| 14                                                                               | 12/13                        | at アリゾナ・カージナルス     | 30-23              | 9-4                |
| 15                                                                               | 12/21                        | シアトル・シーホークス        | 20-10              | 10-4               |
| 16                                                                               | 12/26                        | at ミネソタ・バイキングス     | 30-23              | 11-4               |
| 17                                                                               | 1/2                          | at ボルチモア・レイブンズ     | 20-19              | 12-4               |
| 18                                                                               | 1/9                          | サンフランシスコ・49ers       | 24-27              | 12-5               |
| プレイオフ（NFC第4シード）                                                       |                              |                               |                    |                    |
| WC                                                                               | 1/17                         | アリゾナ・カージナルス        | 34-11              |                    |
| DP                                                                               | 1/23                         | at タンパベイ・バッカニアーズ | 30-27              |                    |
| CC                                                                               | 1/30                         | サンフランシスコ・49ers       | 20-17              |                    |
| 勝利 敗戦 at：敵地での対戦                                                       |                              |                               |                    |                    |
| 過去3年の戦績                                                                    |                              |                               |                    |                    |
| 年                                                                               | 結果                         | 結果                          | 地区               | 勝敗               |
| 2018                                                                             | スーパーボウル敗退           | スーパーボウル敗退            | 1位                | 13-3               |
| 2019                                                                             | レギュラーシーズン敗退       | レギュラーシーズン敗退        | 3位                | 9-7                |
| 2020                                                                             | ディビジョナルプレーオフ敗退 | ディビジョナルプレーオフ敗退  | 2位                | 10-6               |
| WC：ワイルドカードプレーオフ DP：ディビジョナルプレーオフ CC：カンファレンス決勝 |                              |                               |                    |                    |

## エンターテイメント

### 試合前
カントリーシンガーのミッキー・ガイトンがアメリカ国歌を斉唱した。また、R&Bミュージシャンのジェネイ・アイコがアメリカ・ザ・ビューティフルを斉唱した。
試合前にはDJのゼッドがパフォーマンスを行い、スタジアムを盛り上げた。
国歌斉唱が終了するタイミングでスタジアム上空を飛行機が通過するフライオーバーは、フライング・ヘリテージ財団のP-51、デビスモンサン空軍基地のA-10 (航空機)、ショー空軍基地のF-16、ラングレー空軍基地のF-22、ヒル空軍基地のF-35によって行われた。この5機が編隊を組んで飛行するのは世界初であった。

### ハーフタイムショー
ハーフタイムショーは、ドクター・ドレー、ケンドリック・ラマー、エミネム、メアリー・J.ブライジ、スヌープ・ドッグが出演した。さらに、サプライズゲストとして50セントとアンダーソン・パークも登場した。愛知県出身の日本人ダンサーCahogoldこと北折香保里も50セントのバックダンサーとして登場した。
ドクター・ドレとスヌープ・ドッグが登場し、「The Next Episode」、「California Love」を披露。その後、50セントが過去のMVを再現した形で登場し、メアリー・J.ブライジ、ケンドリック・ラマー、エミネムも続けて登場。最後は「Still D.R.E」を一同で披露した。ステージは、ロサンゼルスのコンプトンの街並みの上に、地区を象徴する建物を模した舞台が作られた。

#### セットリスト
1. "The Next Episode" -ドクター・ドレ 、スヌープ・ドッグ
2. "California Love" -ドクター・ドレ、スヌープ・ドッグ
3. "In Da Club" -50セント
4. "Family Affair" -メアリー・J.ブライジ
5. "No More Drama" -メアリー・J.ブライジ
6. "M.A.A.D City" -ケンドリック・ラマー
7. "Alright" -ケンドリック・ラマー
8. "Forgot About Dre" -ドクター・ドレ、エミネム
9. "Lose Yourself" -エミネム、アンダーソン・パーク（ドラム）
10. "I Ain't Mad at Cha" (イントロのみ) -ドクター・ドレ
11. "Still D.R.E." -ドクター・ドレ、スヌープ・ドッグ、ケンドリック・ラマー、エミネム、メアリー・J.ブライジ、50セント

## 試合経過
| \| 開始 \| 開始 \| 開始 \| ボール保持 \| ドライブ \| ドライブ \| TOP \| 結果 \| 得点内容 \| 得点内容 \| 得点内容 \| 得点 \| 得点 \| \| Q \| 時間 \| 地点 \| ボール保持 \| P \| yd \| TOP \| 結果 \| yd \| 得点者 \| PAT \| ラムズ \| ベンガルズ \| \| ------------------------------------------------------------------------------------------------------------------------------- \| ------------------------------------------------------------------------------------------------------------------------------- \| ------------------------------------------------------------------------------------------------------------------------------- \| ------------------------------------------------------------------------------------------------------------------------------- \| ------------------------------------------------------------------------------------------------------------------------------- \| ------------------------------------------------------------------------------------------------------------------------------- \| ------------------------------------------------------------------------------------------------------------------------------- \| ------------------------------------------------------------------------------------------------------------------------------- \| ------------------------------------------------------------------------------------------------------------------------------- \| ------------------------------------------------------------------------------------------------------------------------------- \| ------------------------------------------------------------------------------------------------------------------------------- \| ------ \| ---------- \| \| 1 \| 15:00 \| 自陣25 \| ラムズ \| 5 \| 1 \| 3:06 \| パント \| — \| — \| — \| — \| — \| \| 1 \| 11:54 \| 自陣42 \| ベンガルズ \| 4 \| 9 \| 1:57 \| 第4ダウン失敗 \| — \| — \| — \| — \| — \| \| 1 \| 9:57 \| 50 \| ラムズ \| 6 \| 50 \| 3:35 \| タッチダウン（パス） \| 17 \| スタッフォード→ベッカム \| キック成功 \| 7 \| 0 \| \| 1 \| 6:22 \| 自陣25 \| ベンガルズ \| 3 \| 6 \| 1:34 \| パント \| — \| — \| — \| — \| — \| \| 1 \| 4:48 \| 自陣28 \| ラムズ \| 3 \| 7 \| 2:39 \| パント \| — \| — \| — \| — \| — \| \| 1 \| 2:09 \| 自陣30 \| ベンガルズ \| 6 \| 59 \| 1:41 \| フィールドゴール成功 \| 29 \| マクファーソン（英語版） \| — \| 7 \| 3 \| \| 1 \| 0:28 \| 自陣25 \| ラムズ \| 6 \| 75 \| 2:37 \| タッチダウン（パス） \| 11 \| スタッフォード→カップ \| キック失敗 \| 13 \| 3 \| \| 2 \| 12:51 \| 自陣25 \| ベンガルズ \| 12 \| 75 \| 7:04 \| タッチダウン（パス） \| 6 \| ミクソン→ヒギンス \| キック成功 \| 13 \| 10 \| \| 2 \| 5:47 \| 自陣25 \| ラムズ \| 8 \| 32 \| 3:47 \| インターセプト \| — \| — \| — \| — \| — \| \| 2 \| 2:00 \| 自陣10 \| ベンガルズ \| 5 \| 7 \| 1:30 \| パント \| — \| — \| — \| — \| — \| \| 2 \| 0:30 \| 自陣41 \| ラムズ \| 3 \| 9 \| 0:26 \| パント \| — \| — \| — \| — \| — \| \| 2 \| 0:04 \| 自陣20 \| ベンガルズ \| 1 \| -1 \| 0:04 \| 前半終了 \| — \| — \| — \| — \| — \| \| 前半終了 \| \| \| \| \| \| \| \| \| \| \| \| \| \| 3 \| 15:00 \| 自陣25 \| ベンガルズ \| 1 \| 75 \| 0:12 \| タッチダウン（パス） \| 75 \| バロウ→ヒギンス \| キック成功 \| 13 \| 17 \| \| 3 \| 14:48 \| 自陣17 \| ラムズ \| 1 \| - \| 0:10 \| インターセプト \| — \| — \| — \| — \| — \| \| 3 \| 14:38 \| 敵陣31 \| ベンガルズ \| 8 \| 11 \| 4:23 \| フィールドゴール成功 \| 38 \| マクファーソン \| — \| 13 \| 20 \| \| 3 \| 10:15 \| 自陣25 \| ラムズ \| 10 \| 52 \| 4:17 \| フィールドゴール成功 \| 41 \| ゲイ（英語版） \| — \| 16 \| 20 \| \| 3 \| 5:58 \| 自陣25 \| ベンガルズ \| 3 \| -3 \| 1:30 \| パント \| — \| — \| — \| — \| — \| \| 3 \| 4:28 \| 自陣47 \| ラムズ \| 3 \| -3 \| 1:41 \| パント \| — \| — \| — \| — \| — \| \| 3 \| 2:47 \| 自陣16 \| ベンガルズ \| 3 \| 5 \| 2:11 \| パント \| — \| — \| — \| — \| — \| \| 3 \| 0:36 \| 自陣48 \| ラムズ \| 3 \| 3 \| 1:31 \| パント \| — \| — \| — \| — \| — \| \| 4 \| 14:05 \| 自陣16 \| ベンガルズ \| 5 \| -2 \| 2:36 \| パント \| — \| — \| — \| — \| — \| \| 4 \| 11:29 \| 自陣35 \| ラムズ \| 3 \| 6 \| 1:31 \| パント \| — \| — \| — \| — \| — \| \| 4 \| 9:58 \| 自陣16 \| ベンガルズ \| 7 \| 24 \| 3:45 \| パント \| — \| — \| — \| — \| — \| \| 4 \| 6:13 \| 自陣21 \| ラムズ \| 15 \| 79 \| 4:48 \| タッチダウン（パス） \| 1 \| スタッフォード→カップ \| キック成功 \| 23 \| 20 \| \| 4 \| 1:25 \| 自陣25 \| ベンガルズ \| 5 \| 26 \| 0:46 \| 第4ダウン失敗 \| — \| — \| — \| — \| — \| \| 4 \| 0:39 \| 自陣49 \| ラムズ \| 1 \| -1 \| 0:39 \| 試合終了 \| — \| — \| — \| — \| — \| \| P=プレー数、TOP=タイム・オブ・ポゼッション、PAT=ポイント・アフター・タッチダウン。 アメリカンフットボールの用語集 (en) も参照。 \| P=プレー数、TOP=タイム・オブ・ポゼッション、PAT=ポイント・アフター・タッチダウン。 アメリカンフットボールの用語集 (en) も参照。 \| P=プレー数、TOP=タイム・オブ・ポゼッション、PAT=ポイント・アフター・タッチダウン。 アメリカンフットボールの用語集 (en) も参照。 \| P=プレー数、TOP=タイム・オブ・ポゼッション、PAT=ポイント・アフター・タッチダウン。 アメリカンフットボールの用語集 (en) も参照。 \| P=プレー数、TOP=タイム・オブ・ポゼッション、PAT=ポイント・アフター・タッチダウン。 アメリカンフットボールの用語集 (en) も参照。 \| P=プレー数、TOP=タイム・オブ・ポゼッション、PAT=ポイント・アフター・タッチダウン。 アメリカンフットボールの用語集 (en) も参照。 \| P=プレー数、TOP=タイム・オブ・ポゼッション、PAT=ポイント・アフター・タッチダウン。 アメリカンフットボールの用語集 (en) も参照。 \| P=プレー数、TOP=タイム・オブ・ポゼッション、PAT=ポイント・アフター・タッチダウン。 アメリカンフットボールの用語集 (en) も参照。 \| P=プレー数、TOP=タイム・オブ・ポゼッション、PAT=ポイント・アフター・タッチダウン。 アメリカンフットボールの用語集 (en) も参照。 \| P=プレー数、TOP=タイム・オブ・ポゼッション、PAT=ポイント・アフター・タッチダウン。 アメリカンフットボールの用語集 (en) も参照。 \| P=プレー数、TOP=タイム・オブ・ポゼッション、PAT=ポイント・アフター・タッチダウン。 アメリカンフットボールの用語集 (en) も参照。 \| 23 \| 20 \| | | | | | | | | | | |        |            |
| 開始 | 開始 | 開始 | ボール保持 | ドライブ | ドライブ | TOP | 結果 | 得点内容 | 得点内容 | 得点内容 | 得点   | 得点       |
| Q | 時間 | 地点 | ボール保持 | P | yd | TOP | 結果 | yd | 得点者 | PAT | ラムズ | ベンガルズ |
| 1 | 15:00 | 自陣25 | ラムズ | 5 | 1 | 3:06 | パント | — | — | — | —      | —          |
| 1 | 11:54 | 自陣42 | ベンガルズ | 4 | 9 | 1:57 | 第4ダウン失敗 | — | — | — | —      | —          |
| 1 | 9:57 | 50 | ラムズ | 6 | 50 | 3:35 | タッチダウン（パス） | 17 | スタッフォード→ベッカム | キック成功 | 7      | 0          |
| 1 | 6:22 | 自陣25 | ベンガルズ | 3 | 6 | 1:34 | パント | — | — | — | —      | —          |
| 1 | 4:48 | 自陣28 | ラムズ | 3 | 7 | 2:39 | パント | — | — | — | —      | —          |
| 1 | 2:09 | 自陣30 | ベンガルズ | 6 | 59 | 1:41 | フィールドゴール成功 | 29 | マクファーソン | — | 7      | 3          |
| 1 | 0:28 | 自陣25 | ラムズ | 6 | 75 | 2:37 | タッチダウン（パス） | 11 | スタッフォード→カップ | キック失敗 | 13     | 3          |
| 2 | 12:51 | 自陣25 | ベンガルズ | 12 | 75 | 7:04 | タッチダウン（パス） | 6 | ミクソン→ヒギンス | キック成功 | 13     | 10         |
| 2 | 5:47 | 自陣25 | ラムズ | 8 | 32 | 3:47 | インターセプト | — | — | — | —      | —          |
| 2 | 2:00 | 自陣10 | ベンガルズ | 5 | 7 | 1:30 | パント | — | — | — | —      | —          |
| 2 | 0:30 | 自陣41 | ラムズ | 3 | 9 | 0:26 | パント | — | — | — | —      | —          |
| 2 | 0:04 | 自陣20 | ベンガルズ | 1 | -1 | 0:04 | 前半終了 | — | — | — | —      | —          |
| 前半終了 | | | | | | | | | | |        |            |
| 3 | 15:00 | 自陣25 | ベンガルズ | 1 | 75 | 0:12 | タッチダウン（パス） | 75 | バロウ→ヒギンス | キック成功 | 13     | 17         |
| 3 | 14:48 | 自陣17 | ラムズ | 1 | - | 0:10 | インターセプト | — | — | — | —      | —          |
| 3 | 14:38 | 敵陣31 | ベンガルズ | 8 | 11 | 4:23 | フィールドゴール成功 | 38 | マクファーソン | — | 13     | 20         |
| 3 | 10:15 | 自陣25 | ラムズ | 10 | 52 | 4:17 | フィールドゴール成功 | 41 | ゲイ | — | 16     | 20         |
| 3 | 5:58 | 自陣25 | ベンガルズ | 3 | -3 | 1:30 | パント | — | — | — | —      | —          |
| 3 | 4:28 | 自陣47 | ラムズ | 3 | -3 | 1:41 | パント | — | — | — | —      | —          |
| 3 | 2:47 | 自陣16 | ベンガルズ | 3 | 5 | 2:11 | パント | — | — | — | —      | —          |
| 3 | 0:36 | 自陣48 | ラムズ | 3 | 3 | 1:31 | パント | — | — | — | —      | —          |
| 4 | 14:05 | 自陣16 | ベンガルズ | 5 | -2 | 2:36 | パント | — | — | — | —      | —          |
| 4 | 11:29 | 自陣35 | ラムズ | 3 | 6 | 1:31 | パント | — | — | — | —      | —          |
| 4 | 9:58 | 自陣16 | ベンガルズ | 7 | 24 | 3:45 | パント | — | — | — | —      | —          |
| 4 | 6:13 | 自陣21 | ラムズ | 15 | 79 | 4:48 | タッチダウン（パス） | 1 | スタッフォード→カップ | キック成功 | 23     | 20         |
| 4 | 1:25 | 自陣25 | ベンガルズ | 5 | 26 | 0:46 | 第4ダウン失敗 | — | — | — | —      | —          |
| 4 | 0:39 | 自陣49 | ラムズ | 1 | -1 | 0:39 | 試合終了 | — | — | — | —      | —          |
| P=プレー数、TOP=タイム・オブ・ポゼッション、PAT=ポイント・アフター・タッチダウン。 アメリカンフットボールの用語集 (en) も参照。 | P=プレー数、TOP=タイム・オブ・ポゼッション、PAT=ポイント・アフター・タッチダウン。 アメリカンフットボールの用語集 (en) も参照。 | P=プレー数、TOP=タイム・オブ・ポゼッション、PAT=ポイント・アフター・タッチダウン。 アメリカンフットボールの用語集 (en) も参照。 | P=プレー数、TOP=タイム・オブ・ポゼッション、PAT=ポイント・アフター・タッチダウン。 アメリカンフットボールの用語集 (en) も参照。 | P=プレー数、TOP=タイム・オブ・ポゼッション、PAT=ポイント・アフター・タッチダウン。 アメリカンフットボールの用語集 (en) も参照。 | P=プレー数、TOP=タイム・オブ・ポゼッション、PAT=ポイント・アフター・タッチダウン。 アメリカンフットボールの用語集 (en) も参照。 | P=プレー数、TOP=タイム・オブ・ポゼッション、PAT=ポイント・アフター・タッチダウン。 アメリカンフットボールの用語集 (en) も参照。 | P=プレー数、TOP=タイム・オブ・ポゼッション、PAT=ポイント・アフター・タッチダウン。 アメリカンフットボールの用語集 (en) も参照。 | P=プレー数、TOP=タイム・オブ・ポゼッション、PAT=ポイント・アフター・タッチダウン。 アメリカンフットボールの用語集 (en) も参照。 | P=プレー数、TOP=タイム・オブ・ポゼッション、PAT=ポイント・アフター・タッチダウン。 アメリカンフットボールの用語集 (en) も参照。 | P=プレー数、TOP=タイム・オブ・ポゼッション、PAT=ポイント・アフター・タッチダウン。 アメリカンフットボールの用語集 (en) も参照。 | 23     | 20         |

### 前半
コイントスはベンガルズが勝利し、後半のレシーブを選択したため、ラムズのレシーブからゲームが始まった。オープニングドライブはDEトレイ・ヘンドリクソンのQBサックもありパントに終わった。対するベンガルズはフィールド中央までボールを進めたが、敵陣49ヤードで迎えた4thダウンギャンブルに失敗し、攻撃権を失った。
自陣49ヤードというフィールドポジションから攻撃を開始したラムズは、QBマシュー・スタッフォードからWRクーパー・カップへの20ヤードパスなどでレッドゾーンへ侵入すると、WRオデル・ベッカムへ17ヤードのタッチダウンパスを通し、7点を先制した。その後両者パントを蹴り合い、迎えたベンガルズの3回目の攻撃シリーズでは、QBジョー・バロウからWRジャマール・チェイスへの46ヤードパスが通るなど敵陣11ヤードまでボールを進め、Kエバン・マクファーソンのフィールドゴールで3点を返した。
直後のラムズのシリーズはクォーターを跨ぎ、ベッカムへの35ヤードパスやRBダレル・ヘンダーソンへの25ヤードパスが通るなどして相手レッドゾーンへ侵入すると、ベッカムへの11ヤードのタッチダウンパスが通り、13-3となった。しかしエクストラ・ポイントのキックはスナップが乱れ失敗となった。その裏、ベンガルズは自陣25ヤードから13プレーを繋ぎ敵陣6ヤードまで攻め込むと、最後はバロウからボールをピッチされたRBジョー・ミクソンがWRティー・ヒギンスへタッチダウンパスを通し、10-13とした。
続くラムズの攻撃シリーズにて、スタッフォードは自陣44ヤードラインからベッカムへパスを投じるも、このボールを捕球しようとしたベッカムが左膝を負傷し、そのまま負傷退場となった。その後敵陣43ヤードまで進んだスタッフォードはエンドゾーンへロングパスを投じ、一気にタッチダウンを狙ったが、ベンガルズのSジェシー・ベイツにインターセプトされ、タッチバックとなった。その後は両者共に得点を挙げることなく前半終了となった。

### 後半
後半最初のプレー、ベンガルズのバロウはヒギンスへロングパスを通し、1発でタッチダウンを挙げ、17-13と逆転に成功した。ヒギンスは相手CBジャレン・ラムジーと競り合っていたが、ラムジーが転倒したことによりフリーとなっていた。パスをキャッチする前にヒギンスの手がラムジーのヘルメットにかかり、フェイスマスクの反則があったようにも見えたが、ファウルの判定は無く、そのままタッチダウンが認められた。
勢いにのるベンガルズは続くラムズの攻撃シリーズの最初のプレーでCBチドベ・アウジーがインターセプトを奪い、敵陣32ヤードからの攻撃権を得た。このシリーズは相手DEアーロン・ドナルドのQBサックなど粘り強いディフェンスに阻まれタッチダウンこそ奪えなかったが、マクファーソンのフィールドゴールで追加点を挙げ、20-13とする。
点差を7点にまで広げられたラムズは続く攻撃シリーズでKマット・ゲイがフィールドゴールを決め3点を返し16-20としたが、その後試合は膠着状態に入り両チーム合わせて7シリーズ連続でパントとなった。
第4Q残り6分13秒、自陣21ヤードから攻撃を開始したラムズは、いきなり4th&1のピンチを迎えたが、カップのランでファーストダウンを更新すると、カップへの22ヤードパスなどで敵陣深くに侵入。敵陣8ヤードの地点で2ミニッツワーニングを迎えた。水入りの後、スタッフォードはタッチダウン狙いのパスを投じるも2本連続で失敗となり、3本目のパスもLBローガン・ウィルソンに弾かれ失敗かと思われたが、そのウィルソンにホールディングの反則があったという判定により1stダウン更新となった。1プレーがあった後、今度はCBイーライ・アップルにパスインターフェアの反則があり、ゴール前1ヤードから1stダウンとなった。スタッフォードはQBスニークでのタッチダウンにこそ失敗したものの、2ndダウンでタッチダウンパスをカップに通し、23-20とリードを奪い返した。
残り1分25秒で3点を追うベンガルズはチェイスへの17ヤードパスで1stダウンを更新、さらにWRタイラー・ボイドへの9ヤードパスで前進したが、1stダウンを更新できぬまま4th&1に追い込まれた。迎えた4thダウンにてバロウはパスを選択するも、ドナルドがバロウを強襲し、あわやQBサックとなった。膝が地面に着く前に強引にパスを投じたバロウであったが、ターゲットのRBサマジャ・ペリンには届かず、試合時間残り39秒でターンオーバーとなり、ラムズの勝利が確実となった。
勝利したラムズは前年のバッカニアーズに引き続き2年連続で本拠地でスーパーボウル優勝を達成したチームとなった。
MVPは決勝点となるタッチダウンをレシーブするなど2タッチダウン・92ヤードの成績を残したカップが選ばれた。

## スターティングラインアップ
| ラムズ                                           | ポジション | ポジション | ベンガルズ                              |
| オフェンス                                       | オフェンス | オフェンス | オフェンス                              |
| ------------------------------------------------ | ---------- | ---------- | --------------------------------------- |
| ケンドール・ブラントン 86 Kendall Blanton        | TE         | TE         | C・J・ユゾマ 87 C. J. Uzomah            |
| アンドリュー・ウィットワース 77 Andrew Whitworth | LT         | LT         | ジョナ・ウィリアムズ 73 Jonah Williams  |
| デイビッド・エドワーズ 73 David Edwards          | LG         | LG         | クイントン・スペイン 67 Quinton Spain   |
| ブライアン・アレン 55 Brian Allen                | C          | C          | トレイ・ホプキンス 66 Trey Hopkins      |
| オースティン・コルベット 63 Austin Corbett       | RG         | RG         | ハキーム・アデニジ 77 Hakeem Adeniji    |
| ロブ・ハーヴェンシュタイン 79 Rob Havenstein     | RT         | RT         | アイザイア・プリンス 75 Isaiah Prince   |
| クーパー・カップ 10 Cooper Kupp                  | WR         | WR         | ジャマール・チェイス 1 Ja'Marr Chase    |
| オデル・ベッカム 3 Odell Beckham Jr.             | WR         | WR         | ティー・ヒギンス 85 Tee Higgins         |
| バン・ジェファーソン 12 Van Jefferson            | WR         | WR         | タイラー・ボイド 83 Tyler Boyd          |
| マシュー・スタッフォード 9 Matthew Stafford      | QB         | QB         | ジョー・バロウ 9 Joe Burrow             |
| キャム・エイカーズ 23 Cam Akers                  | RB         | RB         | ジョー・ミクソン 28 Joe Mixon           |
| スペシャルチーム                                 |            |            |                                         |
| マット・ゲイ 8 Matt Gay                          | K          | K          | エバン・マクファーソン 2 Evan McPherson |
| ジョニー・ヘッカー 6 Johnny Hekker               | P          | P          | ケビン・フーバー 10 Kevin Huber         |

| ラムズ                                     | ポジション   | ポジション   | ベンガルズ                                   |
| ディフェンス                               | ディフェンス | ディフェンス | ディフェンス                                 |
| ------------------------------------------ | ------------ | ------------ | -------------------------------------------- |
| アショーン・ロビンソン 94 A'Shawn Robinson | DE           | LDE          | サム・ハバード 94 Sam Hubbard                |
| グレッグ・ゲインズ 91 Greg Gaines          | NT           | NT           | D・J・リーダー 98 D. J. Reader               |
| アーロン・ドナルド 99 Aaron Donald         | DT           | DT           | B・J・ヒル 92 B. J. Hill                     |
| ボン・ミラー 40 Von Miller                 | OLB          | RDE          | トレイ・ヘンドリックソン 91 Trey Hendrickson |
| レナード・フロイド 54 Leonard Floyd        | OLB          | LB           | ローガン・ウィルソン 55 Logan Wilson         |
| アーネスト・ジョーンズ 50 Ernest Jones     | ILB          | LB           | ジャーメイン・プラット 57 Germaine Pratt     |
| ダリアス・ウィリアムズ 11 Darious Williams | LCB          | NCB          | マイク・ヒルトン 21 Mike Hilton              |
| ジャレン・ラムジー 5 Jalen Ramsey          | RCB          | CB           | イーライ・アップル 20 Eli Apple              |
| デイビッド・ロング 22 David Long           | CB           | CB           | チドベ・アウジー 22 Chidobe Awuzie           |
| エリック・ウェドル 20 Eric Weddle          | FS           | S            | ボン・ベル 24 Vonn Bell                      |
| ニック・スコット 33 Nick Scott             | SS           | S            | ジェシー・ベイツ 30 Jessie Bates             |
| ヘッドコーチ                               |              |              |                                              |
| ショーン・マクベイ Sean McVay              | HC           | HC           | ザック・テイラー Zac Taylor                  |

## トーナメント表
|  |                                                  |                                                  |                                                  |                              |                                  |                                  |                                  |                              |                |            |                        |                        |                        |  |  |                        |                        |                        |
|  | ワイルドカード・プレーオフ                       | ワイルドカード・プレーオフ                       | ワイルドカード・プレーオフ                       |                              |                                  | ディビジョナル・プレーオフ       | ディビジョナル・プレーオフ       | ディビジョナル・プレーオフ   |                |            |                        |                        |                        |  |  |                        |                        |                        |
|  | 2022年1月16日 AT&Tスタジアム                     | 2022年1月16日 AT&Tスタジアム                     | 2022年1月16日 AT&Tスタジアム                     |                              |                                  | 1月22日 ランボー・フィールド     | 1月22日 ランボー・フィールド     | 1月22日 ランボー・フィールド |                |            | 1月30日 SoFiスタジアム | 1月30日 SoFiスタジアム | 1月30日 SoFiスタジアム |  |  | 2月13日 SoFiスタジアム | 2月13日 SoFiスタジアム | 2月13日 SoFiスタジアム |
|  | 2022年1月16日 AT&Tスタジアム                     | 2022年1月16日 AT&Tスタジアム                     | 2022年1月16日 AT&Tスタジアム                     |                              |                                  | 1月22日 ランボー・フィールド     | 1月22日 ランボー・フィールド     | 1月22日 ランボー・フィールド |                |            | 1月30日 SoFiスタジアム | 1月30日 SoFiスタジアム | 1月30日 SoFiスタジアム |  |  | 2月13日 SoFiスタジアム | 2月13日 SoFiスタジアム | 2月13日 SoFiスタジアム |
|  | 2022年1月16日 AT&Tスタジアム                     | 2022年1月16日 AT&Tスタジアム                     | 2022年1月16日 AT&Tスタジアム                     |                              |                                  | 1月22日 ランボー・フィールド     | 1月22日 ランボー・フィールド     | 1月22日 ランボー・フィールド |                |            | 1月30日 SoFiスタジアム | 1月30日 SoFiスタジアム | 1月30日 SoFiスタジアム |  |  | 2月13日 SoFiスタジアム | 2月13日 SoFiスタジアム | 2月13日 SoFiスタジアム |
|  | 2022年1月16日 AT&Tスタジアム                     | 2022年1月16日 AT&Tスタジアム                     | 2022年1月16日 AT&Tスタジアム                     |                              |                                  | 1月22日 ランボー・フィールド     | 1月22日 ランボー・フィールド     | 1月22日 ランボー・フィールド |                |            | 1月30日 SoFiスタジアム | 1月30日 SoFiスタジアム | 1月30日 SoFiスタジアム |  |  | 2月13日 SoFiスタジアム | 2月13日 SoFiスタジアム | 2月13日 SoFiスタジアム |
|  | 6                                                | 49ers                                            | 23                                               |                              |                                  | 1月22日 ランボー・フィールド     | 1月22日 ランボー・フィールド     | 1月22日 ランボー・フィールド |                |            | 1月30日 SoFiスタジアム | 1月30日 SoFiスタジアム | 1月30日 SoFiスタジアム |  |  | 2月13日 SoFiスタジアム | 2月13日 SoFiスタジアム | 2月13日 SoFiスタジアム |
|  | 6                                                | 49ers                                            | 23                                               | 6                            | 49ers                            | 13                               |                                  |                              |                |            | 1月30日 SoFiスタジアム | 1月30日 SoFiスタジアム | 1月30日 SoFiスタジアム |  |  | 2月13日 SoFiスタジアム | 2月13日 SoFiスタジアム | 2月13日 SoFiスタジアム |
|  | 3                                                | カウボーイズ                                     | 17                                               | 6                            | 49ers                            | 13                               |                                  |                              |                |            | 1月30日 SoFiスタジアム | 1月30日 SoFiスタジアム | 1月30日 SoFiスタジアム |  |  | 2月13日 SoFiスタジアム | 2月13日 SoFiスタジアム | 2月13日 SoFiスタジアム |
|  | 3                                                | カウボーイズ                                     | 17                                               | 1                            | パッカーズ                       | 10                               |                                  |                              |                |            | 1月30日 SoFiスタジアム | 1月30日 SoFiスタジアム | 1月30日 SoFiスタジアム |  |  | 2月13日 SoFiスタジアム | 2月13日 SoFiスタジアム | 2月13日 SoFiスタジアム |
|  | 2022年1月17日 SoFiスタジアム                     |                                                  |                                                  | 1                            | パッカーズ                       | 10                               |                                  |                              |                |            | 1月30日 SoFiスタジアム | 1月30日 SoFiスタジアム | 1月30日 SoFiスタジアム |  |  | 2月13日 SoFiスタジアム | 2月13日 SoFiスタジアム | 2月13日 SoFiスタジアム |
|  | NFC                                              |                                                  |                                                  |                              |                                  |                                  |                                  |                              |                |            | 1月30日 SoFiスタジアム | 1月30日 SoFiスタジアム | 1月30日 SoFiスタジアム |  |  | 2月13日 SoFiスタジアム | 2月13日 SoFiスタジアム | 2月13日 SoFiスタジアム |
|  |                                                  |                                                  |                                                  |                              |                                  |                                  |                                  |                              |                |            | 1月30日 SoFiスタジアム | 1月30日 SoFiスタジアム | 1月30日 SoFiスタジアム |  |  | 2月13日 SoFiスタジアム | 2月13日 SoFiスタジアム | 2月13日 SoFiスタジアム |
|  | 1月23日 レイモンド・ジェームス・スタジアム       |                                                  |                                                  |                              |                                  |                                  |                                  |                              |                |            | 1月30日 SoFiスタジアム | 1月30日 SoFiスタジアム | 1月30日 SoFiスタジアム |  |  | 2月13日 SoFiスタジアム | 2月13日 SoFiスタジアム | 2月13日 SoFiスタジアム |
|  |                                                  |                                                  |                                                  |                              |                                  |                                  |                                  |                              |                |            | 1月30日 SoFiスタジアム | 1月30日 SoFiスタジアム | 1月30日 SoFiスタジアム |  |  | 2月13日 SoFiスタジアム | 2月13日 SoFiスタジアム | 2月13日 SoFiスタジアム |
|  | 6                                                | 49ers                                            | 17                                               |                              |                                  |                                  |                                  |                              |                |            |                        |                        |                        |  |  | 2月13日 SoFiスタジアム | 2月13日 SoFiスタジアム | 2月13日 SoFiスタジアム |
|  | 6                                                | 49ers                                            | 17                                               |                              |                                  |                                  |                                  |                              |                |            |                        |                        |                        |  |  | 2月13日 SoFiスタジアム | 2月13日 SoFiスタジアム | 2月13日 SoFiスタジアム |
|  |                                                  | 4                                                | ラムズ                                           | 20                           |                                  |                                  |                                  |                              |                |            |                        |                        |                        |  |  | 2月13日 SoFiスタジアム | 2月13日 SoFiスタジアム | 2月13日 SoFiスタジアム |
|  |                                                  | 4                                                | ラムズ                                           | 20                           |                                  |                                  |                                  |                              |                |            |                        |                        |                        |  |  | 2月13日 SoFiスタジアム | 2月13日 SoFiスタジアム | 2月13日 SoFiスタジアム |
|  | 5                                                | カージナルス                                     | 11                                               | NFCチャンピオンシップ        | NFCチャンピオンシップ            | NFCチャンピオンシップ            |                                  |                              |                |            |                        |                        |                        |  |  | 2月13日 SoFiスタジアム | 2月13日 SoFiスタジアム | 2月13日 SoFiスタジアム |
|  | 5                                                | カージナルス                                     | 11                                               | NFCチャンピオンシップ        | NFCチャンピオンシップ            | NFCチャンピオンシップ            |                                  |                              |                |            |                        |                        |                        |  |  | 2月13日 SoFiスタジアム | 2月13日 SoFiスタジアム | 2月13日 SoFiスタジアム |
|  | 4                                                | ラムズ                                           | 34                                               |                              | 1月30日 アローヘッド・スタジアム | 1月30日 アローヘッド・スタジアム | 1月30日 アローヘッド・スタジアム |                              |                |            |                        |                        |                        |  |  | 2月13日 SoFiスタジアム | 2月13日 SoFiスタジアム | 2月13日 SoFiスタジアム |
|  | 4                                                | ラムズ                                           | 34                                               |                              | 1月30日 アローヘッド・スタジアム | 1月30日 アローヘッド・スタジアム | 1月30日 アローヘッド・スタジアム |                              |                |            |                        |                        |                        |  |  | 2月13日 SoFiスタジアム | 2月13日 SoFiスタジアム | 2月13日 SoFiスタジアム |
|  | 2022年1月16日 レイモンド・ジェームス・スタジアム | 2022年1月16日 レイモンド・ジェームス・スタジアム | 2022年1月16日 レイモンド・ジェームス・スタジアム | 4                            | 1月30日 アローヘッド・スタジアム | 1月30日 アローヘッド・スタジアム | 1月30日 アローヘッド・スタジアム | ラムズ                       | 30             |            |                        |                        |                        |  |  | 2月13日 SoFiスタジアム | 2月13日 SoFiスタジアム | 2月13日 SoFiスタジアム |
|  | 2022年1月16日 レイモンド・ジェームス・スタジアム | 2022年1月16日 レイモンド・ジェームス・スタジアム | 2022年1月16日 レイモンド・ジェームス・スタジアム | 4                            | 1月30日 アローヘッド・スタジアム | 1月30日 アローヘッド・スタジアム | 1月30日 アローヘッド・スタジアム | ラムズ                       | 30             |            |                        |                        |                        |  |  | 2月13日 SoFiスタジアム | 2月13日 SoFiスタジアム | 2月13日 SoFiスタジアム |
|  | 2022年1月16日 レイモンド・ジェームス・スタジアム | 2022年1月16日 レイモンド・ジェームス・スタジアム | 2022年1月16日 レイモンド・ジェームス・スタジアム |                              | 1月30日 アローヘッド・スタジアム | 1月30日 アローヘッド・スタジアム | 1月30日 アローヘッド・スタジアム | 2                            | バッカニアーズ | 27         |                        |                        |                        |  |  | 2月13日 SoFiスタジアム | 2月13日 SoFiスタジアム | 2月13日 SoFiスタジアム |
|  | 2022年1月16日 レイモンド・ジェームス・スタジアム | 2022年1月16日 レイモンド・ジェームス・スタジアム | 2022年1月16日 レイモンド・ジェームス・スタジアム |                              | 1月30日 アローヘッド・スタジアム | 1月30日 アローヘッド・スタジアム | 1月30日 アローヘッド・スタジアム | 2                            | バッカニアーズ | 27         |                        |                        |                        |  |  | 2月13日 SoFiスタジアム | 2月13日 SoFiスタジアム | 2月13日 SoFiスタジアム |
|  | 7                                                | イーグルス                                       | 15                                               | 1月22日 ニッサン・スタジアム | 1月22日 ニッサン・スタジアム     | 1月22日 ニッサン・スタジアム     | 1月30日 アローヘッド・スタジアム |                              |                |            |                        |                        |                        |  |  | 2月13日 SoFiスタジアム | 2月13日 SoFiスタジアム | 2月13日 SoFiスタジアム |
|  | 7                                                | イーグルス                                       | 15                                               | 1月22日 ニッサン・スタジアム | 1月22日 ニッサン・スタジアム     | 1月22日 ニッサン・スタジアム     | 1月30日 アローヘッド・スタジアム |                              |                |            |                        |                        |                        |  |  | 2月13日 SoFiスタジアム | 2月13日 SoFiスタジアム | 2月13日 SoFiスタジアム |
|  | 2                                                | バッカニアーズ                                   | 31                                               | 1月22日 ニッサン・スタジアム | 1月22日 ニッサン・スタジアム     | 1月22日 ニッサン・スタジアム     | 1月30日 アローヘッド・スタジアム |                              |                |            |                        |                        |                        |  |  | 2月13日 SoFiスタジアム | 2月13日 SoFiスタジアム | 2月13日 SoFiスタジアム |
|  | 2                                                | バッカニアーズ                                   | 31                                               | 1月22日 ニッサン・スタジアム | 1月22日 ニッサン・スタジアム     | 1月22日 ニッサン・スタジアム     | 1月30日 アローヘッド・スタジアム |                              |                |            |                        |                        |                        |  |  | 2月13日 SoFiスタジアム | 2月13日 SoFiスタジアム | 2月13日 SoFiスタジアム |
|  | 2022年1月15日 ポール・ブラウン・スタジアム       | 2022年1月15日 ポール・ブラウン・スタジアム       | 2022年1月15日 ポール・ブラウン・スタジアム       | 1月22日 ニッサン・スタジアム | 1月22日 ニッサン・スタジアム     | 1月22日 ニッサン・スタジアム     | 1月30日 アローヘッド・スタジアム | N4                           | ラムズ         | 23         |                        |                        |                        |  |  |                        |                        |                        |
|  | 2022年1月15日 ポール・ブラウン・スタジアム       | 2022年1月15日 ポール・ブラウン・スタジアム       | 2022年1月15日 ポール・ブラウン・スタジアム       | 1月22日 ニッサン・スタジアム | 1月22日 ニッサン・スタジアム     | 1月22日 ニッサン・スタジアム     | 1月30日 アローヘッド・スタジアム | N4                           | ラムズ         | 23         |                        |                        |                        |  |  |                        |                        |                        |
|  | 2022年1月15日 ポール・ブラウン・スタジアム       | 2022年1月15日 ポール・ブラウン・スタジアム       | 2022年1月15日 ポール・ブラウン・スタジアム       | 1月22日 ニッサン・スタジアム | 1月22日 ニッサン・スタジアム     | 1月22日 ニッサン・スタジアム     | 1月30日 アローヘッド・スタジアム |                              | A4             | ベンガルズ | 20                     |                        |                        |  |  |                        |                        |                        |
|  | 2022年1月15日 ポール・ブラウン・スタジアム       | 2022年1月15日 ポール・ブラウン・スタジアム       | 2022年1月15日 ポール・ブラウン・スタジアム       | 1月22日 ニッサン・スタジアム | 1月22日 ニッサン・スタジアム     | 1月22日 ニッサン・スタジアム     | 1月30日 アローヘッド・スタジアム |                              | A4             | ベンガルズ | 20                     |                        |                        |  |  |                        |                        |                        |
|  | 2022年1月15日 ポール・ブラウン・スタジアム       | 2022年1月15日 ポール・ブラウン・スタジアム       | 2022年1月15日 ポール・ブラウン・スタジアム       | 1月22日 ニッサン・スタジアム | 1月22日 ニッサン・スタジアム     | 1月22日 ニッサン・スタジアム     | 1月30日 アローヘッド・スタジアム | 第56回スーパーボウル         |                |            |                        |                        |                        |  |  |                        |                        |                        |
|  | 2022年1月15日 ポール・ブラウン・スタジアム       | 2022年1月15日 ポール・ブラウン・スタジアム       | 2022年1月15日 ポール・ブラウン・スタジアム       | 1月22日 ニッサン・スタジアム | 1月22日 ニッサン・スタジアム     | 1月22日 ニッサン・スタジアム     | 1月30日 アローヘッド・スタジアム |                              |                |            |                        |                        |                        |  |  |                        |                        |                        |
|  | 2022年1月15日 ポール・ブラウン・スタジアム       | 2022年1月15日 ポール・ブラウン・スタジアム       | 2022年1月15日 ポール・ブラウン・スタジアム       | 1月22日 ニッサン・スタジアム | 1月22日 ニッサン・スタジアム     | 1月22日 ニッサン・スタジアム     | 1月30日 アローヘッド・スタジアム |                              |                |            |                        |                        |                        |  |  |                        |                        |                        |
|  | 5                                                | レイダース                                       | 19                                               | 1月22日 ニッサン・スタジアム | 1月22日 ニッサン・スタジアム     | 1月22日 ニッサン・スタジアム     | 1月30日 アローヘッド・スタジアム |                              |                |            |                        |                        |                        |  |  |                        |                        |                        |
|  | 5                                                | レイダース                                       | 19                                               | 4                            | ベンガルズ                       | 19                               | 1月30日 アローヘッド・スタジアム |                              |                |            |                        |                        |                        |  |  |                        |                        |                        |
|  | 4                                                | ベンガルズ                                       | 26                                               | 4                            | ベンガルズ                       | 19                               | 1月30日 アローヘッド・スタジアム |                              |                |            |                        |                        |                        |  |  |                        |                        |                        |
|  | 4                                                | ベンガルズ                                       | 26                                               | 1                            | タイタンズ                       | 16                               | 1月30日 アローヘッド・スタジアム |                              |                |            |                        |                        |                        |  |  |                        |                        |                        |
|  | 2022年1月15日 ハイマーク・スタジアム             |                                                  |                                                  | 1                            | タイタンズ                       | 16                               | 1月30日 アローヘッド・スタジアム |                              |                |            |                        |                        |                        |  |  |                        |                        |                        |
|  | AFC                                              |                                                  |                                                  |                              |                                  |                                  | 1月30日 アローヘッド・スタジアム |                              |                |            |                        |                        |                        |  |  |                        |                        |                        |
|  |                                                  |                                                  |                                                  |                              |                                  |                                  | 1月30日 アローヘッド・スタジアム |                              |                |            |                        |                        |                        |  |  |                        |                        |                        |
|  | 1月23日 アローヘッド・スタジアム                 |                                                  |                                                  |                              |                                  |                                  | 1月30日 アローヘッド・スタジアム |                              |                |            |                        |                        |                        |  |  |                        |                        |                        |
|  |                                                  |                                                  |                                                  |                              |                                  |                                  | 1月30日 アローヘッド・スタジアム |                              |                |            |                        |                        |                        |  |  |                        |                        |                        |
|  | 4                                                | ベンガルズ                                       | 27*                                              |                              |                                  |                                  |                                  |                              |                |            |                        |                        |                        |  |  |                        |                        |                        |
|  | 4                                                | ベンガルズ                                       | 27*                                              |                              |                                  |                                  |                                  |                              |                |            |                        |                        |                        |  |  |                        |                        |                        |
|  |                                                  | 2                                                | チーフス                                         | 24                           |                                  |                                  |                                  |                              |                |            |                        |                        |                        |  |  |                        |                        |                        |
|  |                                                  | 2                                                | チーフス                                         | 24                           |                                  |                                  |                                  |                              |                |            |                        |                        |                        |  |  |                        |                        |                        |
|  | 6                                                | ペイトリオッツ                                   | 17                                               | AFCチャンピオンシップ        | AFCチャンピオンシップ            | AFCチャンピオンシップ            |                                  |                              |                |            |                        |                        |                        |  |  |                        |                        |                        |
|  | 6                                                | ペイトリオッツ                                   | 17                                               | AFCチャンピオンシップ        | AFCチャンピオンシップ            | AFCチャンピオンシップ            |                                  |                              |                |            |                        |                        |                        |  |  |                        |                        |                        |
|  | 3                                                | ビルズ                                           | 47                                               |                              |                                  |                                  |                                  |                              |                |            |                        |                        |                        |  |  |                        |                        |                        |
|  | 3                                                | ビルズ                                           | 47                                               |                              |                                  |                                  |                                  |                              |                |            |                        |                        |                        |  |  |                        |                        |                        |
|  | 2022年1月16日 アローヘッド・スタジアム           | 2022年1月16日 アローヘッド・スタジアム           | 2022年1月16日 アローヘッド・スタジアム           | 3                            | ビルズ                           | 36                               |                                  |                              |                |            |                        |                        |                        |  |  |                        |                        |                        |
|  | 2022年1月16日 アローヘッド・スタジアム           | 2022年1月16日 アローヘッド・スタジアム           | 2022年1月16日 アローヘッド・スタジアム           | 3                            | ビルズ                           | 36                               |                                  |                              |                |            |                        |                        |                        |  |  |                        |                        |                        |
|  | 2022年1月16日 アローヘッド・スタジアム           | 2022年1月16日 アローヘッド・スタジアム           | 2022年1月16日 アローヘッド・スタジアム           |                              | 2                                | チーフス                         | 42*                              |                              |                |            |                        |                        |                        |  |  |                        |                        |                        |
|  | 2022年1月16日 アローヘッド・スタジアム           | 2022年1月16日 アローヘッド・スタジアム           | 2022年1月16日 アローヘッド・スタジアム           |                              | 2                                | チーフス                         | 42*                              |                              |                |            |                        |                        |                        |  |  |                        |                        |                        |
|  | 7                                                | スティーラーズ                                   | 21                                               |                              |                                  |                                  |                                  |                              |                |            |                        |                        |                        |  |  |                        |                        |                        |
|  | 7                                                | スティーラーズ                                   | 21                                               |                              |                                  |                                  |                                  |                              |                |            |                        |                        |                        |  |  |                        |                        |                        |
|  | 2                                                | チーフス                                         | 42                                               |                              |                                  |                                  |                                  |                              |                |            |                        |                        |                        |  |  |                        |                        |                        |
|  | 2                                                | チーフス                                         | 42                                               |                              |                                  |                                  |                                  |                              |                |            |                        |                        |                        |  |  |                        |                        |                        |